# Saratov
Saratov (rusky Саратов) je město v evropské části Ruska, na pravém břehu Volgogradské přehradní nádrže na řece Volze, asi 750 km jihovýchodně od Moskvy. Je správním střediskem Saratovské oblasti. Žije zde přibližně 838 tisíc obyvatel.

## Historie
Slovo Saratov pochází z tatarského Sary Tau, což je česky „Žlutá hora“. Sídlo bylo založeno roku 1590, v době, kdy car Fjodor I. Ivanovič dobyl rozsáhlé oblasti jižního Povolží. V zimě 1613/1614 město shořelo; nové sídlo bylo vybudováno na opačném, tj. levém břehu Volhy (v místě dnešního města Engels), odkud bylo roku 1674 carským příkazem přeneseno opět na pravý břeh. Na město byl Saratov povýšen roku 1708, v 19. století se stal významným přístavem a jeho význam ještě více vrostl po zavedení železnice z Tambova a Moskvy v roce 1871.
Během sovětské éry se stal Saratov sídlem kraje (posléze oblasti, 1936) a také uzavřeným městem, kam byl cizincům zapovězen přístup (do rozpadu SSSR v roce 1991).

## Obyvatelstvo
Saratov rychle vyrostl během 19. století a na začátku 20. století byl třetím nejlidnatějším ruským městem; dnes spadl na patnáctou příčku.
| Rok   | 1840   | 1897    | 1914    | 1926    | 1939    | 1959    | 1970    | 1986    | 2000    | 2007    | 2010    |
| Obyv. | 42 200 | 137 100 | 235 300 | 211 800 | 372 000 | 579 000 | 757 000 | 907 558 | 874 000 | 841 400 | 837 831 |

Počátkem 20. století žila v Saratově a v okolí silná německá menšina, a to v počtu 800 000 (v celé oblasti). Po napadení SSSR Německem byli povolžští Němci deportováni hlavně na Sibiř a do Kazachstánu; sovětský režim jim již neumožnil vrátit se zpět.
V současné době tvoří více než 90 % obyvatel etničtí Rusové a v nevelkých menšinách zde žijí Kazaši, Ukrajinci a Tataři.

## Hospodářství
Velmi významným odvětvím průmyslu je zde výroba skla, převážně technického; dále se zde vyrábí chemické a petrochemické výrobky. Na výrobu skla a chemických výrobků navazují továrny na výrobu strojů, hlavně letadel, motorů a energetických zařízení - především pro armádu, jelikož Saratov má velice významnou strategickou polohu.

## Doprava
Město leží na křižovatce železničních tratí z Moskvy do Kazachstánu a z jižního Ruska a Volgogradu do Samary, Kazaně a dále na Ural. Hlavní nádraží Saratov-1 je nejvzdálenější stanicí, kam lze bez přestupu (jednou týdně) dojet vlakem z Prahy. Funguje zde také mezinárodní letiště; kromě toho je Saratov nadále důležitým říčním přístavem.
Městskou dopravu zajišťují tramvaje (od r. 1908; 11 linek), trolejbusy (od 1952; 11 linek), autobusy a od konce 90. let také maršrutky. Stavba metra, zamýšlená v 80. letech 20. století, nebyla realizována.

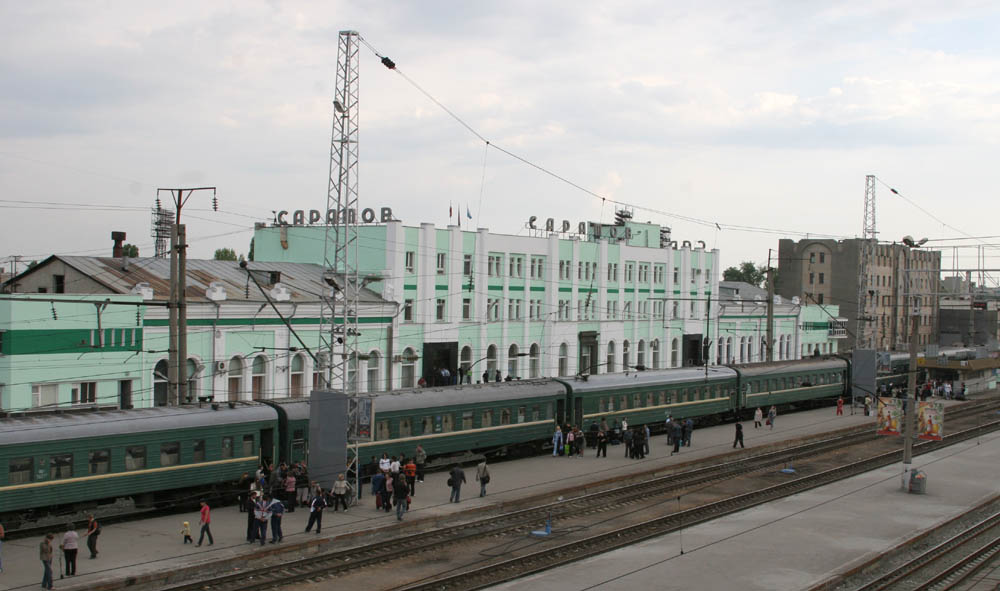
Nádraží Saratov-1

## Kultura a školství
Ve městě sídlí množství muzeí, galerií a dalších institucí; nevýznamnější je Radiščevovo muzeum umění. První kamenné divadlo zde bylo otevřeno již roku 1903.
Saratov patří k předním střediskům vědy a vysokého školství v celé Ruské federaci – ve městě sídlí mnoho vědeckých a univerzitních institucí, včetně šesti ústavů Ruské akademie věd.

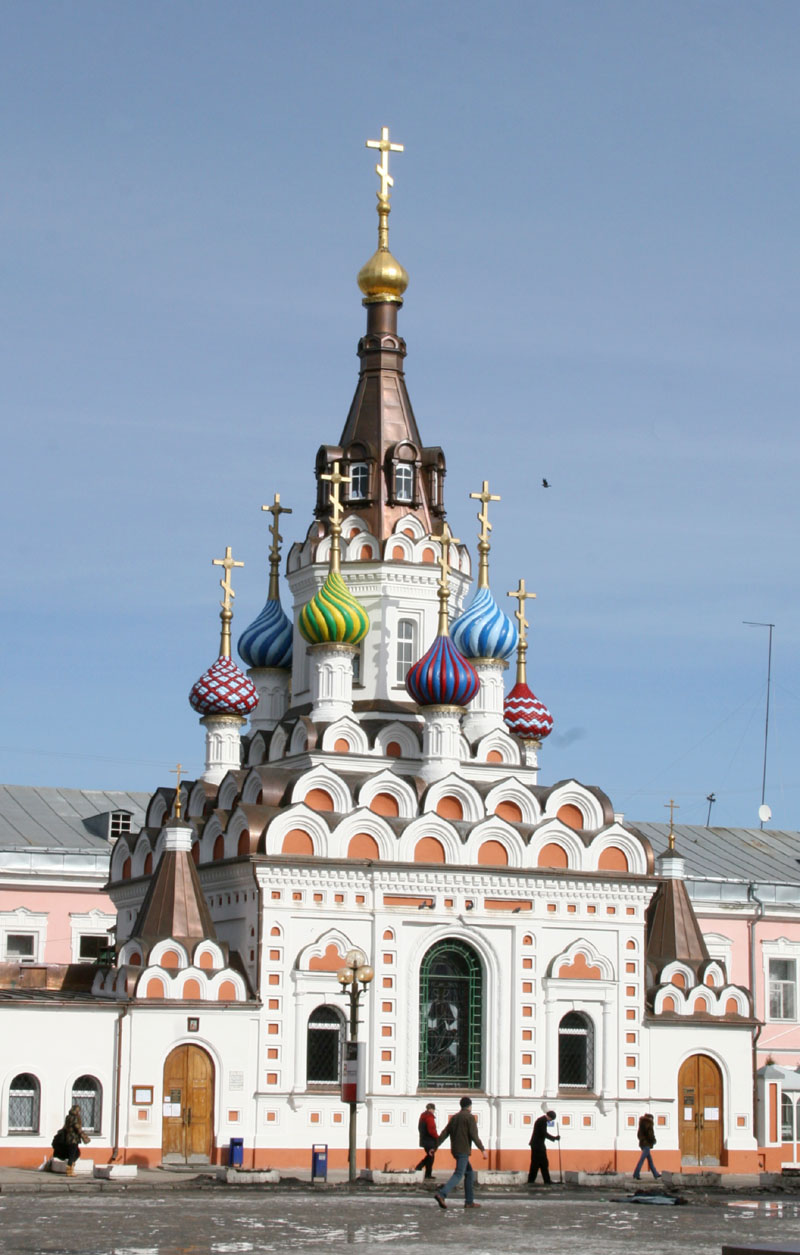
Chrám Utoli moja pečali

## Významní rodáci a obyvatelé
- Roman Abramovič, ruský oligarcha a podnikatel
- Oleg Antonov, letecký konstruktér
- Jan Białostocki, polský kunsthistorik
- Petr Bogatyrev, etnolog, jazykovědec a literární vědec
- Viktor Bolchovitinov, letecký konstruktér
- Konstantin Fedin, ruský spisovatel
- Boris Gromov, sovětský generál, dnes gubernátor
- Vladimir Lanzberg, ruský písničkář
- Vjačeslav Malcev, ruský právník a politický aktivista
- Igor Jakovlevič Pomerancev, ruský básník a novinář
- Alexander Pypin, ruský filolog a etnograf
- Alexej Rykov, sovětský politik
- Nikolaj Černyševskij, spisovatel a revoluční demokrat

Kromě těchto rodáků zde žil mj. spisovatel Michail Bulgakov, politik, žurnalista a zakladatel strany Eserů Viktor Černov, atentátník na Stalina Pjotr Tavrin-Šilo a studoval zde kosmonaut Jurij Gagarin.